# 広告界 (雑誌)

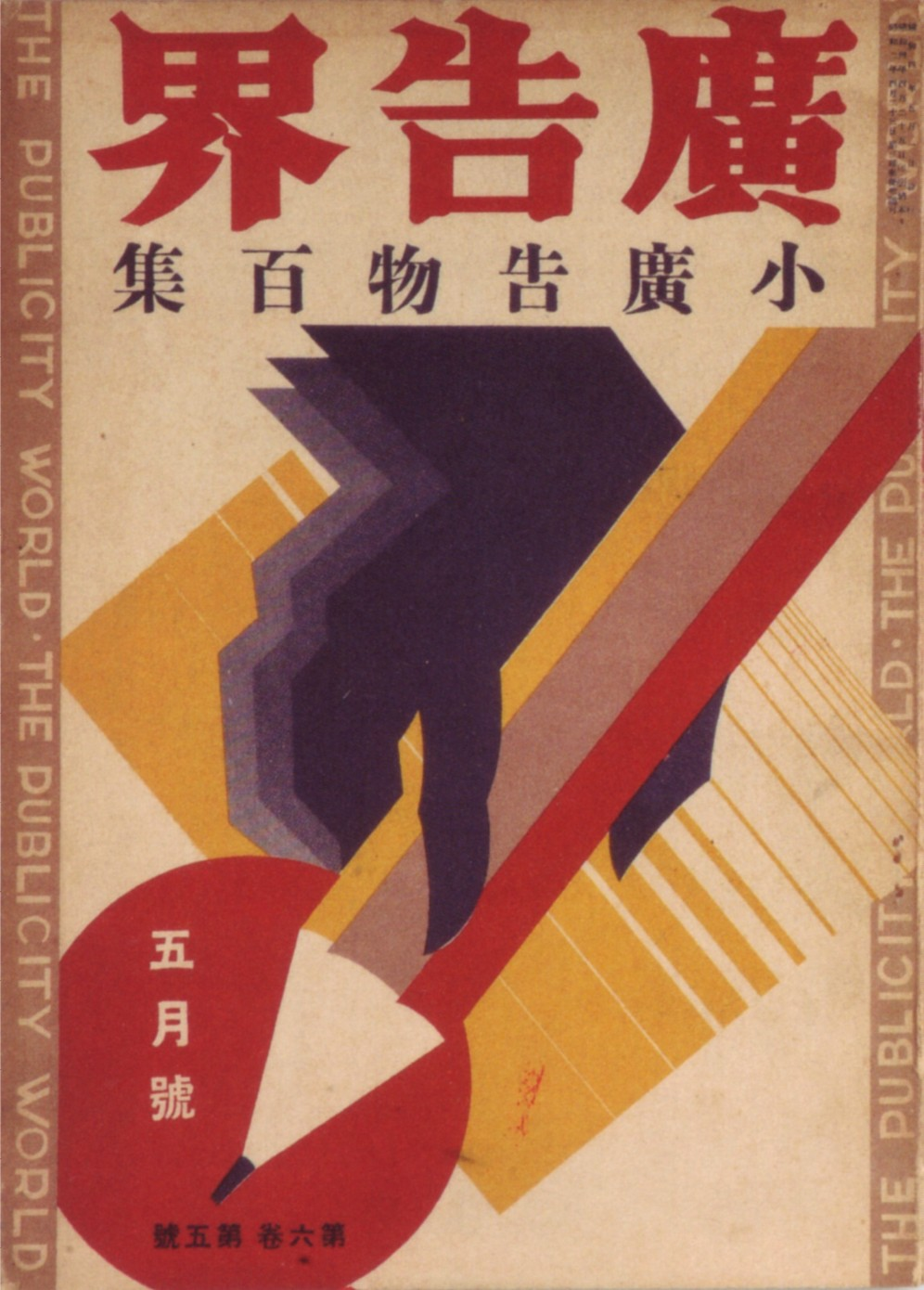
第6巻第5号の表紙

広告界（廣告界。こうこくかい）とは、1926年から1941年にかけて、誠文堂（現・誠文堂新光社）が刊行していた、広告関係の雑誌。日本における広告関連雑誌の草分け的存在である。
「広告と陳列」という表題であった雑誌を改題して創刊。創刊時期については、1920年（大正9年）4月、1926年（大正15年）3月、1925年（大正14年）、1928年（昭和3年）1月などとする文献がある。改題の時期と、出版社の変更（もともとタブセ商会で創刊し、その後、商店界社→誠文堂商店界社→誠文堂広告界社→誠文堂→誠文堂新光社と転々としている。なお「商店界社」以降は単なる社名変更の可能性も高い）の時期とがあいまって、以上のような複数の創刊時期が示されている。（それぞれの時期については、下記外部サイトを参照）最初の一年間は商業美術家協会と協力関係にあったが、その後関係を解消している。
終刊は1941年12月（18巻12号）とされているが、「雑誌年鑑（昭和17年版）」によると、1941年10月で廃刊されたことになっているそうで、ここにも混乱が見られる。内容は、広告界の話題・動向の紹介、広告技術や広告実例の紹介、研究者・企業広告担当者による評論などである。
創刊から1935年4月まで室田庫造（むろた・くらぞう。室田久良三）が編集長、その後は終刊まで宮山峻が第2代編集長であった。
戦後、1953年に宮山が新たに『アイデア』を創刊した。
- 室田庫造について

初代編集長であった室田庫造は、編集者であるとともに、広告デザイナー（グラフィックデザイナー）としての活動も行った。次の文献に掲載されている第二次世界大戦前の写真では、室田庫造によるものと推測される作品（大阪そごう百貨店中二階の喫茶パーラーの壁に掲示された作品）が、中山岩太の作品の隣に掲げられている。
- 「知られざる中山岩太 写真のモダニズムII 」カタログ（中島徳博・高砂三和子編 、兵庫県立近代美術館＋西武百貨店・ザ・コンテンポラリー・アートギャラリー、1989年）

同じ図版を次の論文（書籍）でも見ることができる。
- 写真壁画の時代――パリ万国博とニューヨーク万国博国際館日本部を中心に・川畑直道（「帝国」と美術　1930年代日本の対外美術戦略、五十殿利治・編、国書刊行会、2010年に収録）

さらに、次の雑誌でも同じ写真図版を見ることができる。
- フォトタイムス1936年7月号53ページ（「オリエンタル写真会社制作」として紹介）

以下のページは参考ページである。
- 参考ページ

## 書籍
- 近代広告の誕生　ポスターがニューメディアだった頃（竹内幸絵、青土社、2011年）

## 外部サイト
- 誠文堂新光社の会社概要および沿革